# Синаиты
Синаиты — название, присвоенное церковной историей тем церковно-историческим деятелям на христианском Востоке, которые особенностями своего миросозерцания обязаны были долговременному пребыванию на Синае. Из них вышло несколько патриархов, например Иоанн Постник. Иоанн Лествичник, известный богослов-мистик, был в конце жизни синайским игуменом, почему его называют иногда Синаитом. Самый знаменитый из синаитов — Анастасий, известный также под именем Анастасия Киновита. В 561 году он был избран патриархом Антиохийским и явился одним из главных борцов за православие против монофизитства и евтихианства, чем навлёк на себя гнев императора Юстиниана. Несмотря на святость жизни, он был свергнут с патриаршества. Император Юстин II, которого Анастасий обличал в корыстолюбии, послал его в заточение, где он пробыл 23 года. В это время он написал много сочинений по богословию, особенно по вопросам о двух естествах и о двух лицах в Иисусе Христе.